# Sarganserländer (Zeitung)
Der Sarganserländer ist eine Schweizer Regionalzeitung mit Redaktionssitz in Mels. Er ist das einzige Nachrichtenblatt des Bezirks Sarganserland und eine der ältesten noch erscheinenden Zeitungen des Landes. Die Druckerei befindet sich in Haag.
Der Sarganserländer erscheint werktäglich und hat eine WEMF-beglaubigte Auflage von 9'202 (Vj. 9'359) verkauften/verbreiteten Exemplaren und eine Reichweite von 18'000 (Vj. 19'000) Lesern (WEMF MACH Basic 2018-II). Jeden Dienstag erscheint er in einer Grossauflage von 21'053 (Vj. 20'928) Exemplaren, die die Bewohner des Sarganserlands mit der Post erhalten. Chefredaktor ist Sportjournalist Reto Vincenz, Geschäftsführer Thomas Ambühl und Verwaltungsratspräsident Bruno Good.

## Geschichte

### 19. Jahrhundert

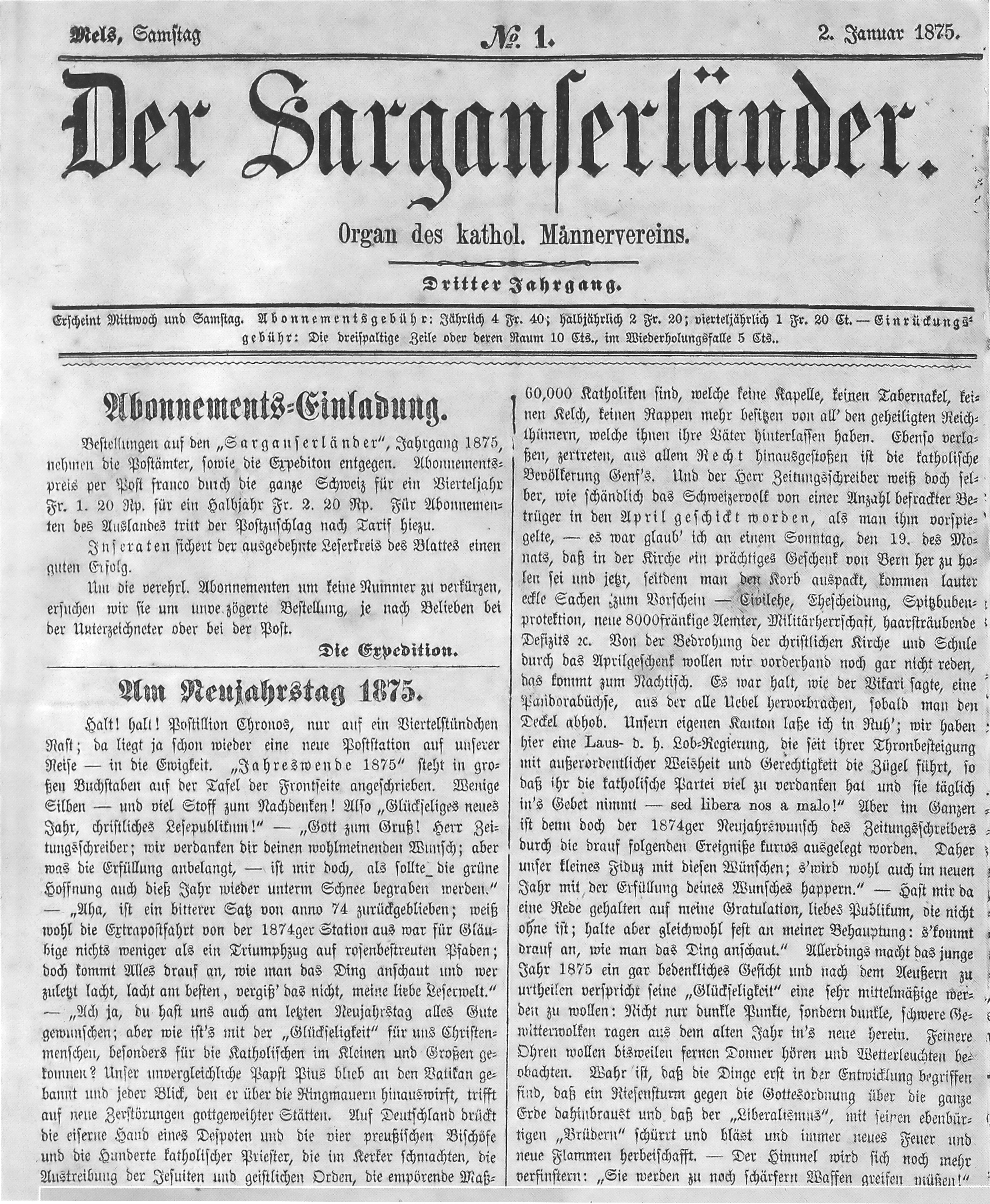
Erste Ausgabe des Sarganserländers (1875)

In konservativen Kreisen des damaligen katholischen Bezirks Sargans wurde es zunehmend als störend empfunden, dass in der Presselandschaft neben dem liberal orientierten Oberländer Anzeiger auf konservativer Seite kein Gegengewicht existierte. Der Oberländer Anzeiger konnte bis zum Erscheinen des Sarganserländers fast neun Jahre lang sein politisches Gedankengut drucken. Der Gründung des Sarganserländers ging im März 1873 eine Versammlung des katholischen Männer- und Piusvereins voraus. Am 30. Dezember 1874 wurde der Sarganserländer vom katholischen Männerverein als „sein“ Organ gegründet; am 2. Januar 1875 wurde schliesslich die erste Ausgabe veröffentlicht. Der Sarganserländer erschien jeweils mittwochs und samstags.
In den Folgejahren wechselte der Sarganserländer mehrmals den Verleger. Zusätzlich zu diesen technischen und wirtschaftlichen Schwierigkeiten – die den Sarganserländer an den Rand des Ruins drängten – führten die liberalen Blätter Oberländer Anzeiger und Bote am Wallensee einen Verdrängungskampf gegen den Sarganserländer. Dieser Verdrängungskampf wurde jedoch nicht nur auf weltanschaulich-politischer, sondern auch auf wirtschaftlicher Ebene geführt: durch gegenseitige Abonnenten-Abwerbungen und Gratisabonnements. Auch in den 1880er Jahren konnte sich das Blatt nur mit grosser Mühe über Wasser halten. Ferdinand Hidber senior (1819–1889) kaufte schliesslich die Zeitung auf, wodurch die Druckerei und die Zeitung sich wirtschaftlich beruhigten. Otto Hidber, Sohn von Ferdinand Hidber, übernahm später das Unternehmen. Der weitere gleichnamige Sohn Ferdinand Hidber (1863–1909) war in der Zeit von 1905 bis 1908 Verleger des Blatts.

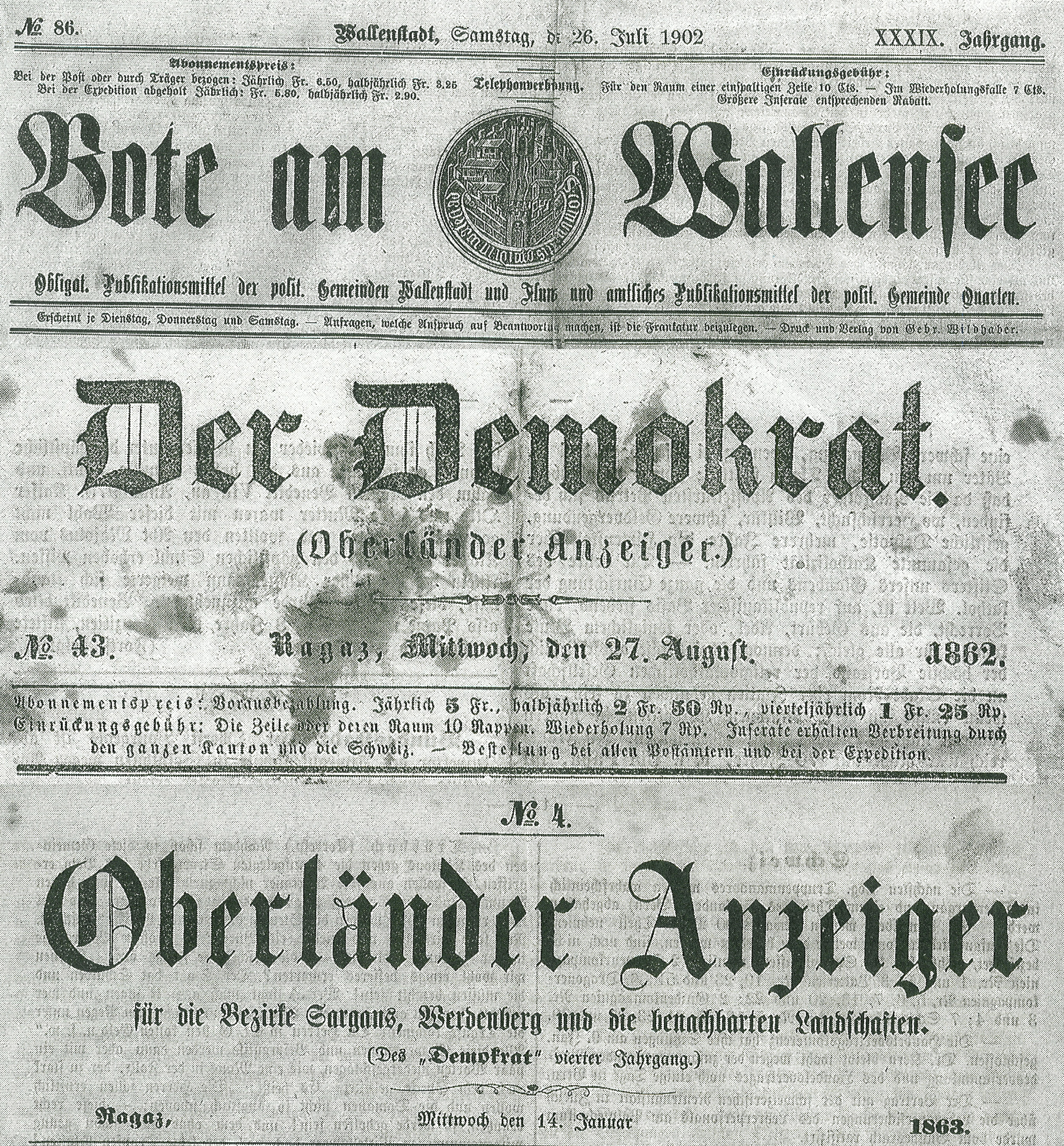
Damalige Konkurrenten des Sarganserländers: Bote am Wallensee, Der Demokrat beziehungsweise der Oberländer Anzeiger

Der Sarganserländer berichtete am 26. April 1879, dass es verschiedene Ungereimtheiten in der Betriebsführung und ein schlechtes Betriebsklima gebe. Neben schlechter Buchführung und einer Fehlberechnung der Inserate und Abonnemente kam es mehrmals zu Verletzungen des Redaktionsgeheimnisses, da der damalige Verleger den politischen Gegnern Textstücke zusandte. Der Sarganserländer schrieb in dieser Ausgabe: «… wird aber noch weit überboten durch das neuliche Vorkommnis, wo der Verleger in vollendeter Taktlosigkeit und Heimtücke ein Pamphlet auf den Redaktor und seine Mitarbeiter einschmuggelt.» Urheber dieser Aktionen war unter anderem auch der damalige freisinnige Gemeindeammann von Mels, Wirt Franz Meli, der den Männerverein und den Sarganserländer im Oberländer Anzeiger mehrfach angegriffen hatte.

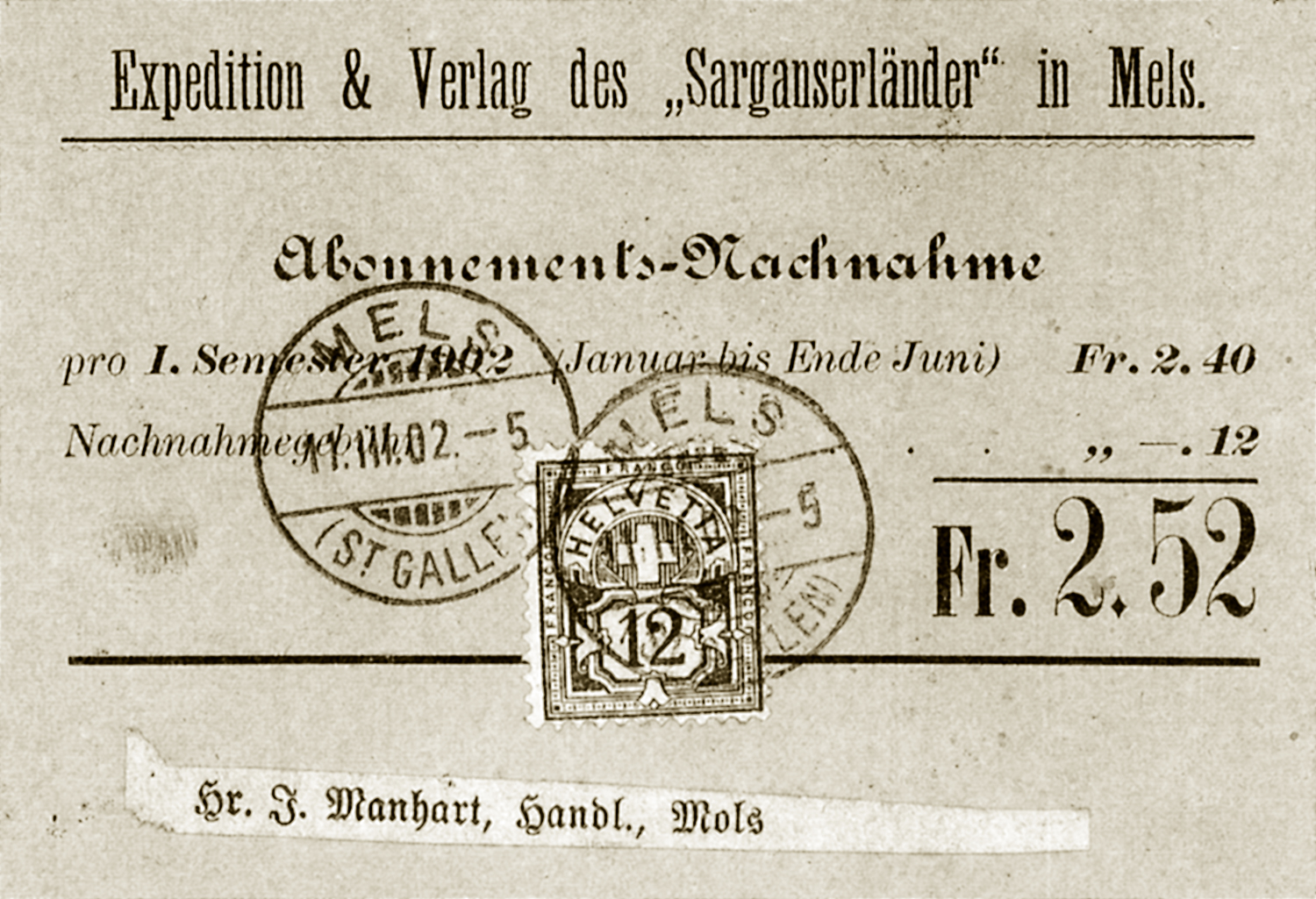
Eine Abonnementsnachnahme von 1902

Dass ein Freisinniger in einem konservativen Blatt sein politisches Gedankengut unterbringen konnte, zeigt, wie eigenmächtig und wider die Linie des katholischen Männervereins der Verleger gehandelt hatte. Am 23. April 1879 erschien der Sarganserländer – ausgelöst durch die Gegner – ohne den Untertitel «Organ des katholischen Männervereins». Diese Mängel führten den Männerverein dazu, am Folgetag eine Versammlung einzuberufen. Der Redaktor bezeichnete am 26. April 1879 im Sarganserländer die Handlungsweise des Druckers und Verlegers als «beispiellos», die das Organ des katholischen Männervereins dazu missbrauchen, um die Vertrauensmänner «in den Koth» zu ziehen. Mit den Worten: «der katholische Männerverein ist, unmittelbar vor den Maiwahlen, aus seinem Recht hinausgedrängt, um sein Presseorgan betrogen [worden]» kommentierte der Verein selbst die Ungereimtheiten.
Der Männerverein reagierte auf die Probleme mit einem erneuten Druckereiwechsel. Obschon nun die Druckerei von «Sprecher und Plattner» in Chur den Sarganserländer druckte, erschien aber in der Druckerei von «Brader-Gemperle» weiterhin ein Sarganserländer, ein unechter oder «After-Sarganserländer», der sich äusserlich nur dadurch unterschied, dass auf den Hinweis auf den katholischen Männerverein verzichtet wurde. Der echte Sarganserländer rief dazu auf, den «After-Sarganserländer» abzulehnen und die Inserate «gefälligst bis auf Weiteres an Hrn. Redaktor Good oder Hrn. Sekretär Bachofen in Mels» zu richten. Dieses Zwischenspiel dauerte acht Wochen lang, bis am 18. Juni 1879 der Sarganserländer den Untergang des Gemperle- beziehungsweise «After-Sarganserländers» bekannt gab. Später kaufte eine konservative Gesellschaft den Verlag des Sarganserländers und die Gemperle-Druckerei auf.
Von 1891 bis 1909 war Ferdinand Hidber Redaktor und ab 1905 bis 1908 Verleger des Sarganserländers, dem Blatt seines gleichnamigen Vaters.

### 20. Jahrhundert

#### Ruschs Zeit beimSarganserländer
Johann Baptist Rusch (* 1886; † 1954), ein 23-jähriger Appenzeller, hatte den Rat bekommen, sich in Mels als Redaktor zu bewerben, und wurde zu einem Vorstellungsgespräch eingeladen. Am 31. Januar 1909 trat Rusch vor die Wahlkommission und erfuhr nach dem Absolvieren eines Staatskunde-Examens durch den Nationalrat und Rechtsanwalt Emil Grünenfelder: «Herr Redaktor, wir haben Sie gewählt. Wir haben alles Vertrauen. Machen Sie die Sache so gut Sie können.» Gegenstimmen soll er von Pfarrherren und von alten allmählich abtretenden Konservativen der Hidber-Richtung erhalten haben. Am 1. Februar 1909 wurde Rusch durch einen Vertrag als Redaktor beim Sarganserländer und dem Seeztaal- & Flumserboten mit einem Lohn von 1'400 Schweizer Franken pro Jahr angestellt.
Ruschs politischer Schwerpunkt lag in der christlich-sozialen Bewegung. Er lernte bald darauf Eduard Bernhardsgrütter kennen, einen Realschullehrer aus Mels. Bernhardsgrütter war für die Abspaltung der Christlich-Sozialen von der konservativen Partei. Es dauerte nicht lange, bis Rusch unter dem Einfluss Bernhardsgrütters stand und christlich-soziales Gedankengut auch im Sarganserländer verbreitete. Dies führte zu einem internen Konflikt zwischen der konservativen Partei und dem Verleger, weil Rusch vom politischen Gegner, einem stark Konservativen, angestellt worden war.
Die Kritiken gegenüber Rusch wurden lauter, als im Kanton St. Gallen der Proporz eingeführt wurde und Rusch einen christlich-sozialen Bezirksverband gründete. Die Opposition des Bezirksverbands werde sich gegen die Arbeiterausbeutung und die Börsenherrschaft richten, wie Rusch im Juni 1911 an der ersten Bezirksparteitagung den Kurs seines Bezirksverbands beschrieb. Weiter forderte er die Trennung von Kirche und Staat sowie eine billigere Schulung der Bevölkerung. Rusch gelang es, im Sarganserländer das christlich-soziale Gedankengut zu verbreiten, und er unterdrückte somit die Interessen der Konservativen. Die konservative Partei beschwerte sich über seine Taten, und verschiedene Seiten erklärten Rusch seine baldige Kündigung. Rechtsanwalt Emil Grünenfelder, der Johann Rusch die Stelle beim Sarganserländer anfangs noch empfohlen hatte, erklärte ihm Monate vor der Bezirkstagung am 10. März 1911: «Sodann dürften Sie als junger Mann in der Beurteilung der politischen Dinge doch etwas vorsichtiger und weniger vorlaut sein, selbst wenn Sie persönlich an dem, was oben getan wird, nicht einverstanden sein sollten.» In der Folge fiel die Ermahnung Grünenfelders gegenüber Rusch im Juli deutlicher aus, als er Rusch erklärte, dass er ein Redaktor eines konservativen Blattes sei, und weiter, dass man meinen könnte, er sei aus lauter Widerspruch und Opposition zusammengesetzt.
Noch bevor Rusch gekündigt werden konnte, hatte er selbst eine Kündigung per sofort eingereicht, da er ab Oktober desselben Jahres eine Stelle beim Aargauer Volksblatt angeboten bekam. Mit Wohlgefallen berichtete die Ostschweiz in der ersten Juliwoche vom Rücktritt Ruschs; auch herrschte Erleichterung bei der konservativen Partei des Bezirks Sargans und bei den konservativen Blättern des Kantons St. Gallen. Kaum Begeisterung zeigten die Kleriker des Bezirkes, da der Sarganserländer offensichtlich dem christlich-sozialen Gedankengut nun nicht mehr offenstehen konnte. Am 10. September 1911 organisierten die Kleriker und weitere Rusch-Anhänger deshalb auf dem Dorfplatz Schwefelbad in Sargans eine Abschiedsfeier, an der rund 300 Leute teilnahmen.

#### Gründung der Aktiengesellschaft
Rusch hatte als Sprecher der christlich-sozialen Bewegung lange Zeit vor der eigentlichen Gesellschaftsgründung die Umwandlung der Buchdruckerei in eine Genossenschaft gefordert. Im Verlaufe des Jahres 1911 beanspruchten gar der Klerus und verschiedene Parteien mehr Beteiligung an der Druckerei. Verschiedene Seiten forderten durch Schreiben an das Konsortium ein «Mitspracherecht in Pressesachen und eine finanzielle Beteiligung am Parteiblatt durch Herausgabe kleiner Aktien». Von anderen Seiten – genauer: vom Kassier Josef Ackermann und Mitunterzeichnern – kam am 28. November 1911 die Forderung an das Konsortium, die Druckerei in eine Aktiengesellschaft umzuwandeln. Er stand damit im Gegensatz zu den hauptsächlich christlich-sozialen Kreisen, welche eine Genossenschaft forderten.
Nach mehreren Treffen und Beschlüssen bildeten die Delegierten der konservativen Bezirkspartei im Schwefelbad in Sargans ein Pressekomitee. Dieses Komitee einigte sich bereits in der ersten Zusammenkunft mit Vertretern des Konsortiums auf die Gründung einer Aktiengesellschaft. An einer zweiten Sitzung am 17. Februar 1912 wurde dies klargestellt; eine Vereinbarung wurde verfasst. Ihre wichtigsten Punkte waren:
- Kein Aktionär darf mehr als 60 Aktien besitzen.
- Der Aktienbesitz der Einwohner einer Gemeinde darf nicht mehr als einen Drittel des ganzen Aktienbestandes ausmachen.

Die Vereinbarung wurde von den Gründungsaktionären und dem Pressekomitee am 10. November 1912 im ersten Protokollbuch der Sarganserländischen Bruchdruckerei Mels AG unterschrieben. Dieser Beschluss kann als Gründung der Aktiengesellschaft mit dem Grundkapital von 85'000 Franken (eingeteilt in 850 Namensaktien zu 100 Franken) angesehen werden. Weiterer Inhalt des Protokollbuchs waren die ersten Punkte der Statuten.

„§ 1: Die derzeitigen Besitzer der Buchdruckerei Mels gründen hiermit eine Aktiengesellschaft zum Zwecke der Übernahme und des Fortbetriebes des Buchdruckerei-Geschäfts mit Verlag und Expedition der Blätter Sarganserländer und Seeztal und Flumserbote, die in katholisch-konservativer Tendenz zu führen sind, und eines Inserateblattes.

§ 2: Der Sitz der Gesellschaft, welche die Sarganserländische Buchdruckerei führt, ist in Mels.“

Bald beschäftigte die Druckerei mehrere Arbeiter

Am 14. April 1912 fand die erste Generalversammlung im Hotel Drei Könige in Mels statt. Als Verwaltungsratspräsident wurde Emil Grünenfelder gewählt; zusammen mit zwei anderen Einheimischen war er Teil des Verwaltungsrates. Rund ein Jahr später wurde der Verwaltungsrat um zwei Mitglieder erweitert. Am 26. Juli 1914 erfolgte während der 2. Generalversammlung die erste Rechnungslage, bei der 38 Aktionäre (787 Stimmen repräsentierend) anwesend waren. Die Geschäftsprüfungskommission – zusammengesetzt aus A. Widrig, Max Bürer und Anton Gadient – bemängelte den nicht immer unter idealen Umständen laufenden Betrieb; zumal der Betrieb in vier Gebäuden geführt wurde und damit «Arbeitszeit verlaufen» würde. Der Jahresbericht sagte zudem, dass der Sarganserländer erst im Verlaufe des ersten Jahrzehnts des 20. Jahrhunderts wirtschaftlichen Erfolg aufweisen konnte. Anders als bei seinen Kollegen war Rusch beim Volk äusserst beliebt.

#### Ständiger Platzmangel

Die Berg-Post am 10. August 1921

Ein späteres Zerwürfnis zwischen dem Verwaltungsrat und dem ehemaligen Geschäftsführer A. Hildebrand führte dazu, dass Hildebrand in Zusammenarbeit mit Rusch die Berg-Post («Das Blatt der Oberländer») herausgab. Der neue Konkurrent des Sarganserländers überlebte nur zwei Jahre; 1922 verkaufte Hildebrand den Verlag an den Sarganserländer.
Im Verlaufe der 1930er Jahre und während des Zweiten Weltkriegs wirtschaftete die Sarganserländische Buchdruckerei mässig. Dennoch wurden die 1915 gekauften Räumlichkeiten am Melser Dorfplatz zu klein, so dass der Verwaltungsrat 1948 und 1949 einen Neubau guthiess. Zu diesem Neubau kamen leistungsfähigere Druckmaschinen hinzu. Für diese Investitionen erhöhte der Verwaltungsrat darauf das Aktienkapital von 85'000 Franken auf 160'000 Franken. Doch auch dieser Neubau erwies sich bald als zu klein. Die Klagen über Platzmangel wurden 1954 verstärkt, als eine Rotations-Druckmaschine gekauft wurde. Diese Raumprobleme wurden schliesslich durch einen Anbau auf der Nordseite beseitigt, dessen Finanzierung von 120'000 Franken im Mai 1954 von den Aktionären gutgeheissen wurde. Nach der Fertigstellung des Neubaus schien die Druckerei zu florieren: Die Druckaufträge nahmen zu, und neue Maschinen mussten dazugekauft werden.

#### «Ära Pfiffner»
| Jahr      | Name              |
| --------- | ----------------- |
| 1912–1921 | Emil Grünenfelder |
| 1921–1971 | Paul Good         |
| 1971–1989 | Marzell Mullis    |
| 1989–2025 | Josef Good        |

##### Sarganserländerwird zur Tageszeitung
Nachdem 1953 Jakob Müller starb, der den Sarganserländer von 1945 bis zu seinem Tode alleine redigiert hatte, wurde Ernst Prodolliet neuer Redaktor, verliess aber nach drei Jahren den Betrieb wieder. Sein Nachfolger Leo Pfiffner wurde 1956 vom Verwaltungsrat gewählt. Unter seiner Leitung wurde der Druck des Werdenberger Anzeigers übernommen. 1962 wurden auf Grund steigender Auftragszahlen weitere Druckautomaten und die erste Linotype-Setzmaschine für 135'400 Franken gekauft. Im Folgejahr stellte die Druckerei dem Liechtensteiner Vaterland Technik und Personal für den Druck zur Verfügung. Die Druckerei profitierte davon, und die Ressourcen der Setzmaschinen waren bald wieder erschöpft: Eine weitere Linotype-Setzmaschine wurde darauf angeschafft. Mit der florierenden Wirtschaft des Unternehmens begründet, beschloss der Verwaltungsrat 1966, den Sarganserländer fünfmal wöchentlich herauszugeben. Im Frühjahr desselben Jahres übernahm die Druckerei zudem den Druck des Liechtensteiner Wochenspiegels.

##### Inserateverbund wird geboren
1968 beschloss man die Herausgabe der Neuen Rheinpost; sie sollte die Antwort auf die vermehrten Gratisanzeiger sein. In dieser Zeitung waren vor allem Inserate und Gratisbeilagen enthalten, die auch im Sarganserländer, dem Werdenberger und Obertoggenburger, im Blatt Der Freie Oberländer sowie im Liechtensteiner Vaterland inseriert wurden. Diese Streuung der Inserate zeigt den Anfang eines Inserateverbundes auf. Im Sommer 1967 hatte man in Flums eine Liegenschaft aufgekauft, die bald mit neuen Druckmaschinen ausgerüstet wurde. Im Laufe der Jahre wurde der Platz in der Filiale in Flums immer knapper, so dass man im selben Ort eine weitere Liegenschaft anmietete. Ab 1970 wurde zudem ein halbjährlich erscheinendes Blatt zu Kultur und Wirtschaft namens Terra plana herausgegeben.
Auch die Liegenschaften in Mels wiesen ab 1948 akuten Platzmangel auf. Die Maschinen wurden deswegen provisorisch in den Nebenräumen platziert, was aufgrund ihres Lärmes das Arbeiten erschwerte. Der Verwaltungsrat schrieb deswegen eine Erweiterung der Liegenschaft an der Sarganserstrasse in Mels aus. Die Kosten des Anbaus schätzte man nach einigen Änderungen auf 1,4 Millionen Franken für das Gebäude und knapp 200'000 Franken für neue Maschinen. An der darauffolgenden Aktionärsversammlung vom 25. April 1971 wurde Marzell Mullis zum Verwaltungsratspräsidenten als Nachfolger von Paul Good gewählt, der bis dahin 50 Jahre lang sein Amt ausgeübt hatte. Die Aktionäre bewilligten an derselben Versammlung die 1,6 Millionen Franken hohen Baukosten sowie die Erhöhung des Aktienkapitals um 150'000 Franken auf insgesamt 350'000 Franken, die den Ausbau teilweise finanzieren sollten. Der Erweiterungsbau war für das Personal eine unangenehme Zeit, die jedoch knapp nach einem Dreivierteljahr vorbei war und dessen Resultat sich zeigen liess: Die Räumlichkeiten des neuen Anbaus waren moderner, grösser und ermöglichten eine bequemere Arbeit.
In den neuen Räumlichkeiten zog auch die Orell Füssli AG ein, wodurch eine enge Zusammenarbeit der Druckerei und der Inseratepacht ermöglicht wurde. Der Umsatz der Inseratepacht entwickelte sich rasch von anfänglichen 300'000 Franken auf 1994 3,3 Millionen Franken. Am 1. Januar 1999 wurde zudem die Orell Füssli AG in den Inserateverbund Publicitas integriert.

##### 100-Jahr-Jubiläum
| Jahr | Anzahl der Abonnenten |
| ---- | --------------------- |
| 1957 | 3500                  |
| 1973 | 7200                  |
| 1987 | 10000                 |
| 1994 | 11000                 |

1973 war der Erweiterungsbau abgeschlossen. Der Sarganserländer organisierte an diesem Tag einen Tag der offenen Tür, an dem der Bau der Bevölkerung vorgestellt wurde und das 100-jährige Bestehen des Sarganserländers mit einer Jubiläumsnummer gefeiert wurde. Der Sarganserländer entwickelte sich in den ersten einhundert Jahren von einem Blatt, dessen Zukunft ungewiss war, zu einem florierenden Unternehmen mit 1973 etwa 7'200 Abonnenten. Begründet mit dem steten Wachstum und Erfolg, wurde die Redaktion vergrössert; 1984 wurde der Sportteil stark ausgebaut, weswegen ein weiterer Sportredaktor dazustiess. Leo Pfiffner, der 1953 Chefredaktor wurde, konnte während seiner Zeit die Auflage sowie die Anzahl der Abonnenten steigern.
1994 war die «Ära Pfiffner» beendet, als Leo Pfiffner in den Ruhestand ging. Sein Nachfolger wurde Thomas Schwizer.

### Modernisierung und neuer Standort

#### Einstieg in die elektronischen Medien
Während das Personal aufgestockt wurde, erfuhr auch der Maschinenpark laufende Erweiterungen. 1977 wurde zum Beispiel eine doppelstöckige Rotationsdruckmaschine gekauft, die früher in Rüschlikon die Tat druckte. Mit ihr war es zum ersten Mal möglich, farbig zu drucken. Nach knapp zehn Jahren Betrieb wurde sie verschrottet und mit einer Albert A 200 ersetzt. Nicht nur der Maschinenpark erfuhr während der Siebziger- bzw. Achtzigerjahre Erneuerungen. Mitte der Siebzigerjahre wurden die Arbeitsplätze mit Computern ausgerüstet, und 1980 wurde vom Blei- auf Fotosatz umgestellt. Für dessen Finanzierung und einen späteren Kauf einer Fotosatz-Anlage wurde das Aktienkapital von 350'000 Franken auf 700'000 Franken erhöht. Ab 1986 betrieben der Sarganserländer und der Werdenberger und Obertoggenburger gemeinsam das Lokalradio Radio Gonzen; für den Sender erhielten sie 1983 die dazu benötigte Sendekonzession. Obschon das Radio bei der Hörerschaft sehr beliebt war, konnte es sich nicht selbst finanzieren.

#### Neubau in der Industriezone
Zu Beginn des Jahres 1992 fing der Verwaltungsrat an, sich Gedanken über die Verwendung eines 4100 Quadratmeter grossen Grundstücks in der Industriezone Plonserfeld bei Mels zu machen. Schnell war man sich einig, dass darauf ein Neubau errichtet werden sollte. Der Verwaltungsrat reiste daraufhin zu verschiedenen Druckereien und beschaffte sich Ideen für die Gestaltung des Neubaus. Schliesslich wurde von der Architektengruppe Seez und dem Architektenbüro Ernest Grob Sargans ein Entwurf über den Neubau erstellt: Das Untergeschoss sollte als Lager und Archiv sowie für Maschinen verwendet werden; im Erdgeschoss sollten sich ein Sitzungszimmer, ein Drucksaal und der Kundeneingang befinden; im Obergeschoss schliesslich der Kundenempfang sowie die Räumlichkeiten für die Geschäftsleitung, Redaktion, Reproduktion und Druckvorstufe. An einer ausserordentlichen Aktionärsversammlung am 5. November 1992 hatten die Aktionäre dem Neubau zugestimmt, im Folgejahr fand der Spatenstich statt.
Am 11. Mai 1994 fand im Mehrzweckgebäude Tiergarten die offizielle Eröffnung des Neubaus statt. Am selben Tag fand zudem die Generalversammlung statt, an der das ehemals «Sarganserländische Buchdruckerei AG» genannte Unternehmen in «Sarganserländer Druck AG» umbenannt wurde. Architekt Ernest Grob übergab der Bauherrschaft eine Resteisenskulptur, zusammengeschweisst aus 128 Einzelteilen, «die zu reden geben wird … Alles Tun beginnt im Kopf: Denken, Komponieren und Meinungsbildung. So soll der markante Eingang Kraft und Standfestigkeit zum Ausdruck bringen; eine gesunde Firma, die auf einem massiven Fundament aufgebaut ist. Diese Plastik zeigt die Gleichgewichtigkeit des Denkens.»

#### Kooperation mit derSüdostschweiz

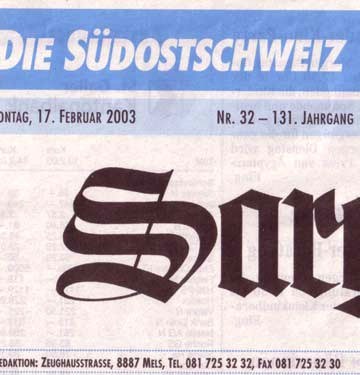
Nach dem Zusammenschluss wurde zum Sarganserländer-Logo, noch das Logo der Südostschweiz gedruckt

Nachdem ein Dutzend Ostschweizer Tageszeitungen im Laufe des Jahres 1997 ihre Selbstständigkeit aufgeben mussten, kündigte der Verwaltungsrat am 22. November 1997 eine Zusammenarbeit mit der Südostschweiz an, welche sich auf die Inserate und die sogenannten Mantelseiten erstreckte und per 1. März 1998 in Kraft trat. Die Südostschweiz, ehemals Bündner Zeitung, umfasste die Blätter Oberländer Tagblatt, Gasterländer, Seepresse, das Bündner Tagblatt, die romanische La Quotidiana und die Schwyzer Blätter Bote der Urschweiz, March-Anzeiger und Höfner Volksblatt. Diese Zusammenarbeit bedeutete, dass ab März 1998 der Inlands- und der Auslandsteil sowie internationale Sportthemen nicht mehr vom Sarganserländer selbst produziert werden, sondern aus der Zentralredaktion der Südostschweiz in Chur stammten.
2006 änderte der Sarganserländer ausserdem sein Layout, nachdem die Südostschweiz ihr Layout von einem bläulich-grauen Farbton zu einem orange-grauen Farbton gewechselt und zudem die Schriftarten geändert hatte. Im selben Jahr wurde Heinz Gmür Chefredaktor und ersetzte damit Thomas Schwizer. Ab 1. August 2016 führt Reto Vincenz das Redaktionsteam.

## Inhalt
Der Sarganserländer erscheint täglich in zwei Teilen. Im ersten Bund berichtet der Sarganserländer über regionale Geschehnisse, zum Teil auch über kantonale Geschehnisse. Zudem sind in diesem ersten Bund die meisten Inserate anzufinden, Leserbriefe und Kommentare werden auch darin gedruckt. Zeitungsartikel sind nebst Eigenarbeit der Sarganserländer-Redaktion auch Texte von anderen Zeitungen der Südostschweiz Mediengruppe oder Agenturmeldungen. Der zweite Bund wird grösstenteils aus der Südostschweiz-Redaktion verfasst, darunter fallen nationale und internationale Themen sowie Sportthemen und Berichte über politische Ereignisse. Regelmässig sind umfassende regionale Sportberichte darin zu lesen. Auf den letzten Seiten des ersten Bundes befinden sich die Wetterprognosen, lokale Traueranzeigen und ein Boulevard-Teil.

## Auflagenentwicklung (verbreitete Auflage)

Auflagenentwicklung des Sarganserländers

| Jahr | Auflage    | Grossauflage  |
| ---- | ---------- | ------------- |
| 1914 | ca. 2'175  | keine Angaben |
| 1937 | 3'200      | keine Angaben |
| 1941 | 3'800      | keine Angaben |
| 1963 | 5'024      | keine Angaben |
| 1969 | 6'040      | keine Angaben |
| 1980 | 9'030      | keine Angaben |
| 1991 | 10'070     | keine Angaben |
| 1995 | 10'272     | keine Angaben |
| 1997 | ca. 10'000 | 17'830        |
| 1998 | 11'000     | keine Angaben |
| 2003 | 10'705     | keine Angaben |
| 2006 | 10'545     | 18'665        |

| Jahr | Auflage | Grossauflage |
| ---- | ------- | ------------ |
| 2007 | 10'379  | 19'115       |
| 2008 | 10'263  | 19'067       |
| 2009 | 10'183  | 19'485       |
| 2010 | 10'156  | 19'741       |
| 2011 | 10'156  | 19'904       |
| 2012 | 10'094  | 20'016       |
| 2013 | 10'031  | 20'344       |
| 2014 | 9'906   | 20'611       |
| 2015 | 9'737   | 20'762       |
| 2016 | 9'530   | 20'817       |
| 2017 | 9'359   | 20'928       |
| 2018 | 9'202   | 21'053       |